# شيتاكيه
فطر شيتاكيه هو نوع من أنواع الفطر الصالح للأكل والذي يتأصل من المناطق الشرقية من آسيا. اشتق تسمية هذا الفطر من المسمى الياباني له، والذي يشير إلى نوع من أنواع الأشجار التي تنمو هذه الفطريات على جذوعها الجافة والميتة. يسمى فطر شيتاكيه في اللغة الصينية بشانغو، والذي يعني فطر عطري الرائحة، ويعرف أيضاً باسم الفطر الصيني الأسود، وفطر الغابة الأسود. استخدم فطر شيتاكيه في آسيا الشرقية قديماً كطعام وعلاج لبعض الأمراض والحالات المرضية.
يستخدم فطر شيتاكيه بكثرة في الأطباق الآسيوية، ويمكن استخدامه طازجاً ومجففاً، ويباع في الأسواق عادة على هيئة فطر مجفف محفوظ داخل عبوات خاصة، حيث يفضل معظم الناس استخدام النوع المجفف نظراً للطعم المميز الناتج من عملية التجفيف بواسطة الشمس، التي تقوم بتكسير البروتينات وتحويلها إلى أحماض أمينية، وتحويل الإرغوستيرول إلى فيتامين د. كذلك، بدأت الكثير من الدول استخدام هذا الفطر كأحد مكونات أطباقها المحلية. لفطر شيتاكيه أيضاً استخدامات طبية عديدة لاحتوائه على مواد كيميائية معينة.

## معرض صور

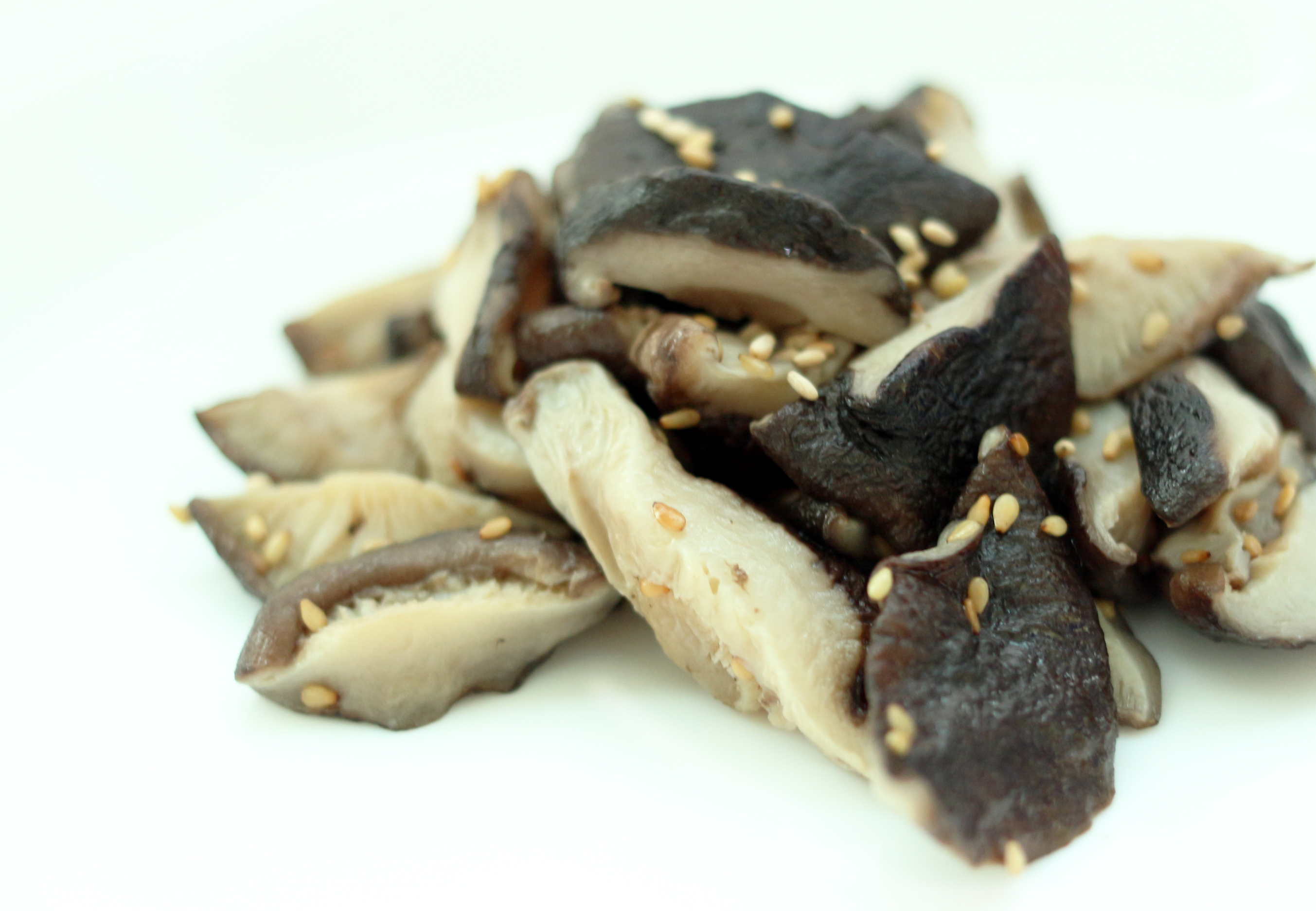
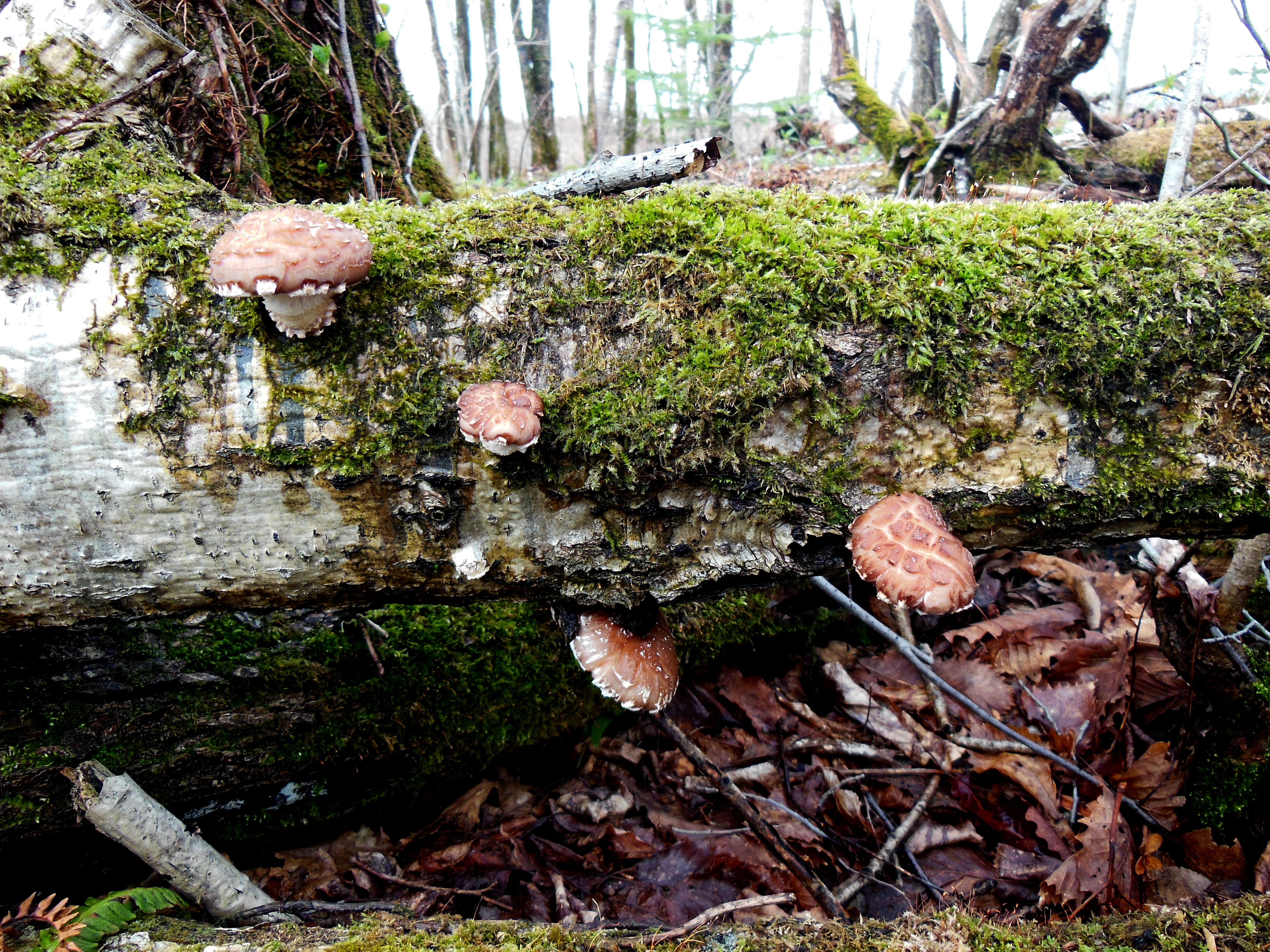